# Manifestations en Éthiopie en 2016
Les manifestations en Éthiopie en 2016 désignent un mouvement de protestation qui s'engage en Éthiopie le 5 août 2016 pour atteindre son paroxysme le week-end du 6 et 7 août 2016. 
Les forces de l'ordre ouvrent le feu sur des manifestants pacifiques et provoquent, selon l'organisation de défense des droits de l'Homme Amnesty International, près de 100 morts et plusieurs centaines de blessés.

## Contexte
L'Éthiopie est gouvernée par le Front démocratique révolutionnaire des peuples éthiopiens depuis la prise de la capitale en 1991, qui marque la fin de la guerre civile éthiopienne. Les Tigréens, majoritaires au sein de ce parti, s'emparent des principaux postes de cadres supérieurs dans l'armée et l'administration. Les Amharas et les Oromos, deux ethnies qui forment la majorité de la population, sont marginalisées,,.
Malgré l'un des taux de croissance économique les plus élevés du monde depuis les années 2000, le climat entre les Tigréens au pouvoir et les deux ethnies majoritaires dans la population, les Amharas et les Oromos, ne cesse de se dégrader. En 2005, des centaines de manifestants sont tués par la police sur injonction gouvernementale ; en novembre et décembre 2015 dans la région d'Oromia, fief de l'ethnie Oromos, une répression violente provoque la mort d'au moins 140 opposants et l'arrestation de centaines d'autres,,. Le Conseil éthiopien des droits de l’Homme parle de 173 morts et Human Right Watch de 400.

## Déclenchement
Au début du mois d'août 2016, des forces d'opposition, principalement d'ethnie Oromos, dont le journaliste Jawar Mohammed, appellent à la manifestation pacifique.
Les mots d'ordre appellent à des réformes sociales et politiques et exigent que le gouvernement mette un terme aux violations des droits humains commis sous son autorité : meurtres de civils, arrestations de masse, saisies de terres, et marginalisation politique des ethnies Amharas et Oromos. 

## Manifestations
Les manifestations commencent le vendredi 5 août 2016. Le gouvernement répond par la restriction de l'accès à Internet puis par l'attaque et l'arrestation des manifestants.
Le 6 août dans la capitale Addis-Adeba, des centaines de manifestants défilent sur la place Meskel et crient: « Nous voulons notre liberté » et de « Libérez nos prisonniers politiques ». Des dizaines de manifestants sont arrêtés et roués de coups par la police.
Les manifestations se poursuivent tout le week-end dans les deux régions rebelles, Amhara et Oromia. Une simultanéité inédite en Éthiopie. 

## Bilan
Le week-end marque la plus violente répression de manifestants en Afrique Subsaharienne depuis les manifestations dans la Région d'Oromia en novembre et décembre 2015. 
Dans la région d'Amhara, 30 personnes sont tuées dont 27  dans la capitale de l'état, Baher Dar. Dans la région d'Oromia, le bilan s'établit à 48 morts. Toute région confondue, les sources font état de plus de 90 morts, 97 selon Amnesty International.
Le gouvernement éthiopien accuse les « ennemis extérieurs » d'être à l'origine des manifestations mais nie son caractère politique. Le premier ministre Haile Mariam Dessalegn déclare que « le gouvernement est conscient que les idées et les slogans que reflètent les manifestations ne représentent pas les populations des régions d'Oromo et de Gondar ».